# Jelobok
Jelobok is een bestuurslaag in het regentschap Bener Meriah van de provincie Atjeh, Indonesië. Jelobok telt 835 inwoners (volkstelling 2010).